# 14.º distrito electoral de Chile
El decimocuarto distrito electoral de Chile es un distrito electoral ubicado en la Región Metropolitana de Santiago que elige seis diputados para la Cámara de Diputados de Chile. Fue creado en 2018 a partir de los antiguos trigésimo y trigesimoprimer distritos. Según el censo de 2017, posee 981 874 habitantes.

## Composición
El distrito coincide con las provincias de Maipo, Melipilla y Talagante, compuestas por las siguientes comunas:
| Provincia | Comuna          | Población (2017) |
| --------- | --------------- | ---------------- |
| Maipo     | San Bernardo    | 301.313          |
| Maipo     | Buin            | 96.614           |
| Maipo     | Calera de Tango | 25.392           |
| Maipo     | Paine           | 72.759           |
| Melipilla | Melipilla       | 123.627          |
| Melipilla | Alhué           | 6.444            |
| Melipilla | Curacaví        | 32.579           |
| Melipilla | María Pinto     | 13.590           |
| Melipilla | San Pedro       | 9.726            |
| Talagante | Talagante       | 74.237           |
| Talagante | El Monte        | 35.923           |
| Talagante | Isla de Maipo   | 36.219           |
| Talagante | Padre Hurtado   | 63.250           |
| Talagante | Peñaflor        | 90.201           |

## Representación
| 2 | 2 | 1 | 1 |

| 1 | 1 | 2 | 2 |

### Diputados
| Pactos y partidos políticos |
| --- |
| Chile Vamos La Fuerza de la Mayoría Por Todo Chile Frente Amplio Chile Podemos + Partido Republicano Nuevo Pacto Social Apruebo Dignidad |

| Periodo | Diputado | Diputado                | Diputado | Diputado | Diputado                   | Diputado | Diputado | Diputado            | Diputado | Diputado | Diputado              | Diputado | Diputado              | Diputado                  | Diputado | Diputado                        | Diputado              | Diputado | Mandato                                 |
| ------- | -------- | ----------------------- | -------- | -------- | -------------------------- | -------- | -------- | ------------------- | -------- | -------- | --------------------- | -------- | --------------------- | ------------------------- | -------- | ------------------------------- | --------------------- | -------- | --------------------------------------- |
| LV      |          | Jaime Bellolio Avaria   |          |          | Juan Antonio Coloma Álamos |          |          | Raúl Leiva Carvajal |          |          | Leonardo Soto Ferrara |          |                       | Marisela Santibáñez Novoa |          |                                 | Renato Garín González |          | 11 de marzo de 2018-11 de marzo de 2022 |
| LVI     |          | Juan Irarrázaval Rossel |          |          | Juan Antonio Coloma Álamos |          |          | Raúl Leiva Carvajal |          |          | Leonardo Soto Ferrara |          | Camila Musante Müller | Marisela Santibáñez Novoa |          | 11 de marzo de 2022-En el cargo |                       |          |                                         |